# Quartz (gruppo musicale)
I Quartz sono un gruppo heavy metal inglese fondato a Birmingham nel 1974.

## Storia del gruppo
Attivi fino al 1977 con il nome di Bandy Legs, i Quartz fecero il proprio esordio discografico nel 1977 quando, al termine di un tour di supporto per band come Black Sabbath e AC/DC, pubblicarono l'omonimo album di debutto (che si avvaleva della produzione del chitarrista dei Black Sabbath Tony Iommi e della collaborazione di Ozzy Osbourne e Brian May). Nel periodo immediatamente successivo il gruppo fu ingaggiato come band di supporto per aprire i concerti di numerose band facenti principalmente parte della New Wave of British Heavy Metal (tra cui Iron Maiden, Saxon e UFO), ma vide anche la defezione del tastierista e chitarrista Geoff Nicholls assunto dai Black Sabbath.
Il 1980 si rivelerà un anno prolifico per il gruppo che, a livello discografico, pubblicherà il primo album live intitolato Live Quartz e il secondo album in studio Stand Up and Fight, prodotto da Derek Lawrence (già collaboratore di Deep Purple, Wishbone Ash). Al termine di un tour con i Gillan, il gruppo diraderà le proprie apparizioni fino al 1983, anno in cui inciderà l'album Against All Odds, caratterizzato da una nuova formazione (con Geoff Bate cantante e Steve McLoughlin bassista) e da sonorità più melodiche.
In seguito allo scarso successo dell'album i Quartz si scioglieranno definitivamente: riprenderanno l'attività dopo ventotto anni (durante i quali saranno pubblicati solo la raccolta di tracce dal vivo Resurrection e la compilation Satan's Serenade: The Quartz Anthology, rispettivamente nel 1996 e nel 2004), con una formazione che includerà il cantante David Garner e vedrà il ritorno di Nicholls.

## Formazione

### Formazione attuale
- David Garner - voce (2011-presente)
- Mick Hopkins - chitarra (1974-1983, 2011-presente)
- Derek Arnold - basso (1974-1982, 2011-presente)
- Malcolm Cope - batteria (1974-1983, 2011-presente)

### Altri musicisti
- Mike Taylor - voce (1974-1982)
- Geoff Bate - voce (1983)
- Steve McLoughlin - basso (1983)
- Geoff Nicholls - tastiere, chitarra (1974-1979, 2011-2017)

## Discografia

### Album in studio
- 1977 - Quartz
- 1980 - Stand Up and Fight
- 1983 - Against All Odds
- 2016 - Fear No Evil

### Live
- 1980 - Live Quartz
- 1996 - Resurrection

### Raccolte
- 2004 - Satan's Serenade: The Quartz Anthology